# John P. Cochran
John P. Cochran, född 7 februari 1809 i New Castle County i Delaware, död 27 december 1898 i New Castle County i Delaware, var en amerikansk politiker (demokrat). Han var Delawares guvernör 1875–1879.
Cochran bedrev ett storskaligt jordbruk och var en betydande markägare. Den senaste gången en guvernörskandidat från New Castle County hade blivit vald var 1844 och Cochrans seger 1874 var således den första för countyt på 30 år. Hans utnämning av Joseph P. Comegys som chefsdomare i Delaware var synnerligen populär.